# マーセロ・ザーヴォス
マーセロ・ザーヴォス（Marcelo Uchoa Zarvos、1969年10月 - ）は、ブラジルのジャズ・ピアニスト、作曲家。マーセロ・ザーボス、マルセロ・ザーヴォス、マルセロ・ザルヴォスとも表記される。
サンパウロ出身。バークリー音楽大学に学ぶ。

## 主なディスコグラフィー
- Kissingジェシカ Kissing Jessica Stein (2001)
- ドア・イン・ザ・フロア The Door in the Floor (2004)
- ハリウッドランド Hollywoodland (2006)
- グッド・シェパード The Good Shepherd (2006)
- 狼たちの報酬 The Air I Breathe (2007)
- トラブル・イン・ハリウッド What Just Happened (2008)
- ブレイキング・ポイント Winged Creatures (2008)
- シティ・オブ・マッド Última Parada 174 (2008)
- ニューヨーク、アイラブユー New York, I Love You (2009) ※第10話
- TAKING CHANCE/戦場のおくりびと Taking Chance (2009) テレビ映画
- クロッシング Brooklyn's Finest (2009)
- 闇の列車、光の旅 Sin nombre (2009)
- リメンバー・ミー Remember Me (2010)
- 善意の向こう側 Please Give (2010)
- 死を処方する男 ジャック・ケヴォーキアンの真実 You Don't Know Jack (2010) テレビ映画
- キャシーのbig C いま私にできること The Big C (2010 - 2013) テレビドラマ
- ビーストリー Beastly (2011)
- それでも、愛してる The Beaver (2011)
- ザ・ワーズ 盗まれた人生 The Words (2012)
- ザ・ベイ The Bay (2012)
- ウォント・バック・ダウン -ママたちの学校戦争- Won't Back Down (2012)
- おとなの恋には嘘がある Enough Said (2013)
- フェイス・オブ・ラブ The Face of Love (2013)
- レイ・ドノヴァン ザ・フィクサー Ray Donovan (2013 - 2016) テレビドラマ
- リトル・アクシデント -闇に埋もれた真実- Little Accidents (2014)
- エクスタント Extant (2014) テレビドラマ
- アフェア　情事の行方 The Affair (2014 - 2017) テレビドラマ
- エージェント・ウルトラ American Ultra (2015)
- ロック・ザ・カスバ! Rock the Kasbah (2015)
- きみがくれた物語 The Choice (2016)
- われらが背きし者 Our Kind of Traitor (2016)
- セル Cell (2016)
- フェンス Fences (2016)
- ワンダー 君は太陽 Wonder (2017)
- コネチカットにさよならを The Land of Steady Habits (2018)
- ロマノフ家の末裔 〜それぞれの人生〜 The Romanoffs (2018)
- ベスト・オブ・エネミーズ 〜価値ある闘い〜 The Best of Enemies (2019)
- アザーフッド 私の人生 Otherhood (2019)
- ブレイクスルー 奇跡の生還 Breakthrough (2019)
- ヒューマン・キャピタル Human Capital (2019)
- ペンギンが教えてくれたこと Penguin Bloom (2020)
- THE GUILTY/ギルティ The Guilty (2021)
- きみに伝えたいこと A Journal for Jordan (2021)
- 底知れぬ愛の闇 Deep Water (2022)
- 自由への道 Emancipation (2022)
- フレーミングホット! チートス物語 Flamin' Hot (2023)
- メイ・ディセンバー ゆれる真実 May December (2023)
- イコライザー THE FINAL The Equalizer 3 (2023)